# Гней Корнелий Сципион Хиспал
Гней Корнелий Сципион Хиспал (на латински: Cnaeus Cornelius Scipio Hispallus; † 176 пр.н.е.) е политик на Римската република през 2 век пр.н.е.
Той произлиза от клон Сципион на фамилията Корнелии. Син е на Гней Корнелий Сципион Калв (консул 222 пр.н.е.) и внук на Луций Корнелий Сципион (консул 259 пр.н.е.).
През 199 пр.н.е. той става понтифекс, а от 179 пр.н.е. е претор. През 176 пр.н.е. Сципион Хиспал е избран за консул заедно с Квинт Петилий Спурин, но умира същата година в Куме. За суфектконсул се избира Гай Валерий Левин.
Неговият син Гней Корнелий Сципион Хиспан e претор през 139 пр.н.е.